# Bob Attersley
Robert "Bob" Attersley (Oshawa, 13 augustus 1933 – 12 maart 2010) was een Canadees ijshockeyer. Attersley was afkomstig uit Ontario. Hij maakte deel uit van de Canadese ijshockeyploeg die een zilveren medaille behaalde op de Olympische Winterspelen van 1960.